# Tito Labieno
Tito Labieno  (m. 17 de marzo de 45 a. C.) fue el miembro más importante de una familia romana de la gens Labiena. Nació en el Piceno, actualmente Marcas, zona en la que Pompeyo tenía abundante clientela. Fue uno de los lugartenientes de Julio César durante la guerra de las Galias, mencionado frecuentemente en los relatos de sus campañas, aunque durante la guerra civil se pasó al bando optimate.

## Vida antes del tribunado
Partiendo del hecho de que sirvió como pretor en el año 60 o en 59 a. C., Labieno debió nacer entre los años 99/98 a. C. Muchas fuentes aseguran que Labieno procedía de la población de Cingulum, en el Piceno, de una familia del orden ecuestre (ordo equester) oriunda también del Piceno. Pronto conoció a Pompeyo, que se convertiría en su patrón y que le favoreció a lo largo de su carrera militar. Realizó sus primeros servicios militares entre los años 78 y 75 a. C. en Cilicia, sirviendo a las órdenes de Publio Servilio Vatia Isáurico; posiblemente fue entonces cuando conoció a Julio César.

## Tribuno de la plebe
Labieno fue elegido tribuno de la plebe en el año 63 a. C. gracias a la influencia de su viejo patrón, Cneo Pompeyo Magno. Dado que en esos momentos Julio César y Pompeyo eran aliados políticos, Labieno le ofreció su cooperación y sus servicios, lo que hizo que en ese momento surgiera una amistad entre los dos.
Instado por Julio César, Labieno dirigió la acusación contra Cayo Rabirio cuando este fue acusado de alta traición (perduellio) por el asesinato del tribuno de la plebe, Lucio Apuleyo Saturnino (100 a. C.). La propuesta del juicio fue desestimada debido a que estaba en vigor un senatus consultum ultimum, una medida extraordinaria usada contra los Populares y las Asambleas Romanas.
Labieno usó contra Rabirio el duumviri, un anticuado procedimiento utilizado en los albores de la República romana. Este procedimento se saltaba las leyes criminales normales, por lo que Rabirio debería ser juzgado sin defensa, pues los tribunos eran sacrosantos y matar a uno era una ofensa a los dioses. Este asesinato estaba visto como una contaminación más profunda que un crimen normal y un juicio normal era percibido como innecesario, lo que se debía hacer era apaciguar inmediatamente la ira de los dioses. Los duumviri eran asignados para los casos en que la culpabilidad era evidente y se debía limpiar la contaminación realizada mediante la flagelación.
Rabirio apeló y Cicerón habló en su defensa. Sin embargo, antes de que el Senado pudiera votar, Quinto Cecilio Metelo Céler usó sus poderes como augur y declaró adversos los augurios, por lo que se pospuso el juicio. Cuando se celebró, Rabirio lo perdió y fue exiliado por no poder pagar la irrazonable cantidad de dinero que se le pedía.
El mismo año, como tribuno de la plebe, logró promulgar una ley que indirectamente consiguió para César el cargo de Pontifex Maximus, al devolver al pueblo las facultades para hacer ese nombramiento. Otra propuesta que realizó Labieno en su condición de tribuno, según relata Veleyo Patérculo, fue la autorización a Cneo Pompeyo Magno para utilizar la vestimenta de triunfo en el circo; este honor era tan escandaloso que el propio Pompeyo, pese a su célebre vanidad, sólo se atrevió a aprovecharlo en una única ocasión. Cuando expiró su tribunado, sirvió como legado en las campañas de César en la Galia.

## Legado en la Galia
Durante su periodo como legado fue el segundo al mando y el comandante supremo cuando César no se hallaba al frente de las legiones. Es el único legado mencionado por César en los relatos sobre su primera campaña. A pesar de los éxitos de Labieno, que le podrían dar categoría de genio militar, César, como imperator, tenía el mando supremo, mientras que Labieno no era más que un comandante de caballería.
Dirigió a las tropas cuando acamparon en Vesontio en 58 a. C. También ostentaba el mando supremo en calidad de legado propretoriano cuando César se ausentaba. Este cargo lo desempeñaba habitualmente cuando César se iba a cumplir sus obligaciones de procónsul en la Galia Cisalpina, y durante la segunda campaña de César en Britania (54 a. C.).
En 57 a. C., durante la campaña belga, en la batalla contra los nervios y los atrébates cerca de Sabis, comandó la IX y la X legión, derrotando a la fuerza de los atrébates y tomando el campamento enemigo. De allí envió a la X legión a la retaguardia de las filas de los nervios, cambiando de esta manera el resultado adverso de la batalla y asegurando la victoria de César.
Labieno también derrotó a los tréveros al mando de Induciomaro. El militar picentino pasaba los días fortificando el campamento con su ejército mientras Induciomaro lo agobiaba diariamente en un intento de intimidación y desmoralización. La táctica que adoptó fue la de aguardar a que Induciomaro y su ejército regresaran al campamento, lo cual había observado que hacían siempre de manera desorganizada, y envió a su caballería, dividiéndola en dos alas para que llevaran a cabo un movimiento envolvente, con órdenes expresas de matar a Induciomaro, desentendiéndose de todo lo demás, y luego seguir a las legiones a su regreso. 
Los hombres de Labieno tuvieron éxito, y con la muerte de su líder, los tréveros se dispersaron. Tras esto las fuerzas de Induciomaro se reagruparon en torno a un pariente de su caudillo caído y se dirigieron contra Labieno, levantando un campamento en la otra orilla del río de donde estaba acampado con sus legiones, sin atacar debido a que estaban esperando refuerzos germanos. Labieno fingió una retirada, incitando a los tréveros a cruzar el río, y cuando lo hicieron dio media vuelta y lanzó a las legiones. Los tréveros, cogidos en una posición de desventaja, fueron diezmados. Tras recibir noticias de esta derrota, los refuerzos germanos volvieron a casa.
La derrota de los parisios en Lutecia fue otra muestra de su genio táctico. Envió cinco cohortes a la retaguardia de Agendico y cruzó personalmente el Sequana (actual río Sena), engañando así al enemigo, que pensó que había dividido a su ejército en tres partes que cruzaban el Sequana por tres sitios distintos. El ejército enemigo se dividió en tres grupos y persiguió a Labieno. El contingente principal se encontró de pronto con que las legiones no se habían dividido, y tras rodearlos, aniquiló a los refuerzos con su caballería.
Era un general con unas tácticas que horrorizaban incluso a los vanidosos galos: mataba, decapitaba, incluso llegó a enterrar vivos a soldados enemigos, si bien es cierto que debe considerarse que para los romanos la crueldad era permitida siempre que no se revelara innecesaria.
En septiembre de 51 a. C., César designó a Labieno como gobernador de la Galia Cisalpina.

## Guerra civil
Tras la toma de Roma por César, desertó de su bando y se unió al de Pompeyo. Fue recibido con los brazos abiertos en la facción pompeyana, trayendo 3700 jinetes galos y germanos con él.
En el libro, Biografía de Tito Labieno, Legado de César en la Galia, Tyrell repara en que los historiadores modernos describen las acciones de Labieno como una deserción del bando de César, y no dudan en llamarle Desertor o Renegado, posiblemente por su subjetividad con respecto a César. Tyrrell da un punto de vista alternativo, que Labieno era un hombre «que se unió al gobierno legítimo en un intento por detener a un procónsul revolucionario que intentaba elevar su dignitas por encima de su condición».
Sin embargo, de acuerdo con Dion Casio, las razones de Labieno para desertar no eran tan nobles. Había adquirido muchas riquezas y fama en la Galia. Creyó que debía ostentar un mando igual al de César. Pero César no le había dado ningún mando independiente ni ninguna perspectiva de consulado. Estaba resentido por la falta de reconocimiento y desarrolló un profundo odio hacia César.
Pompeyo hizo a Labieno comandante de su caballería. Este intentó convencer a Pompeyo para que plantara cara a César en Italia y no se retirara a Hispania (península ibérica, comprendiendo las actuales España y Portugal) para reagruparse, alegando que el ejército de César estaba muy cansado después de su larga campaña en la Galia. 
Pero su fortuna con Pompeyo fue la contraria a la que había tenido con César. Tras la derrota en la batalla de Farsalia huyó a Córcega, y tras la muerte de Pompeyo, a la provincia de África. Logró insuflar algo de confianza en los seguidores republicanos mintiéndoles y diciéndoles que habían herido mortalmente a César en la batalla de Farsalia. Ahí logró, gracias principalmente a la superioridad numérica, una ligera victoria sobre César en la batalla de Ruspina, en 46 a. C. Concentrando su fuerza en densas formaciones, engañó a César haciéndole creer que tenía menos soldados. Fue capaz de infiltrarse entre la caballería de César, rodeando a su ejército. Tras la derrota en la batalla de Tapso, en la que murieron Quinto Cecilio Metelo Escipión y Marco Porcio Catón, huyó a Hispania y se unió a Cneo Pompeyo el Joven.
Labieno murió en la batalla de Munda. Durante este enfrentamiento entre los ejércitos de César y los hijos de Pompeyo, el rey Bogud, un aliado de César, y su ejército se estaban aproximando a los pompeyanos por la retaguardia. Labieno estaba al frente de una unidad de caballería en ese momento y reorganizó filas para contenerles, pero el resto del ejército pompeyano malinterpretó esto como una retirada y rompieron filas, lo que aprovecharon las tropas cesarianas para infligirles bajas masivas durante la retirada. Esta derrota finalizó la guerra civil. Al parecer, Labieno fue abatido durante la retirada, y se le hicieron las correspondientes exequias fúnebres, pero de acuerdo con Apiano, su cabeza se llevó ante César. 
Tuvo un hijo llamado Quinto Labieno.